# Trío n.º 1 (Turina)

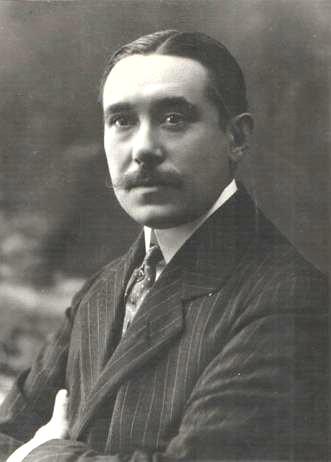
Turina en 1914.

El Trío para piano, violín y violonchelo en re menor n.º 1, Op. 35 fue compuesto por Joaquín Turina en 1926. La obra está dedicada Isabel de Borbón.

## Historia
Turina escribió esta obra para piano, violín y violonchelo en 1926. 
La dedicatoria que figura en el encabezado de la partitura es "à son Altesse Royale l'Infante Doña Isabel de Borbón" (a su Alteza Real la Infanta Doña Isabel de Borbón).
El estreno se celebró el 5 de julio de 1927 en la Sociedad Anglo-Hispana de Londres con la interpretación del propio Joaquín Turina al piano, Enid Balby en el violín y Lily Phillips en el violonchelo. La primera interpretación en España tuvo lugar el 21 de abril de 1928 con la ejecución del Trío Sandor en un concierto organizado por la Sociedad Filarmónica Madrileña.
La primera edición fue llevada a cabo en 1926 por la editorial Rouart, Lerolle & Cie. en París y fue reeditada por Editions Salabert también en París.

## Estructura y análisis
La obra consta de tres movimientos:
- I. Prelude et Fugue
- II. Thème et Variations
- III. Sonate

La interpretación de esta obra dura aproximadamente 22 minutos.

### I.Prelude et Fugue
El primer movimiento, Prelude et Fugue, consta de dos partes diferenciadas. La primera parte es un preludio, marcado Lento, que se abre con una introducción escrita solo para las cuerdas en compás de 3/4 que rápidamente pasa a 2/4 cuando entra el piano. La segunda parte lleva el subtítulo Fugue (à l'inverse) que significa "Fuga (a la inversa)". Se trata de una fuga, marcada Andante, en compás de 2/4. El compositor mezcla las técnicas de la escuela francesa contemporánea con las de maestros alemanes como Johann Sebastian Bach. La fuga está escrita a la inversa y el stretto da comienzo a la misma.

### II.Thème et Variations
El segundo movimiento lleva por título Thème et Variations y la indicación de tempo Andante. Está en compás de 2/4. Adopta la estructura de un tema con 5 variaciones, una forma que tiene una larga tradición en la música española. En este caso cada una de las variaciones evoca una danza típica de una región diferente de España:
- Variación I: una muñeira, una danza de molineros de Galicia.
- Variación II: un chotis, una danza originaria de Bohemia que se asentó en Madrid.
- Variación III: un zortziko, danza del País Vasco, que está escrita para piano solo.
- Variación IV: una jota de Aragón.
- Variación V: unas soleares de la Andalucía natal del compositor.

### III.Sonate
El tercer y último movimiento se titula Sonate y lleva la indicación Allegro. Está escrita en compás de 6/8 y responde a una forma sonata. Reintroduce material temático del movimiento inicial para dar a todo el opus una calidad ternaria unificadora.

## Recepción de la obra
La pieza fue galardonada en el Concurso Nacional de Música del Estado Español con un diploma y 3.000 pesetas en metálico, que le fueron entregados al autor el 18 de mayo de 1926. El jurado estuvo integrado por Fernández Bordas, Larregla, Del Villar, el padre Iruarrízaga y Busca, siendo secretario el señor Miró de la Sociedad Filarmónica.

## Discografía selecta
- 1962 – Jascha Heifetz, Gregor Piatigorsky, Leonard Pennario (RCA Red Seal).
- 1982,1991 – Trío de Madrid (Ensayo).
- 1992 – Trío Borodin (Chandos).
- 1993 – Trío Mompou (RTVE).
- 1996 – Beaux Arts Trio (Philips).
- 2001 – Trío Arbós, integral de los tríos con piano de Joaquín Turina (Naxos).